# عملية العاصفة-333
عملية العاصفة-333 (الروسية:Шторм-333، بالحروف اللاتينية:Shtorm-333) عملية حدثت في 27 ديسمبر 1979، حيث اقتحمت القوات السوفيتية قصر تاجبك في أفغانستان واغتالت الرئيس الأفغاني حفيظ الله أمين. وقُتل عدد غير معروف من الحرس الرئاسي الأفغاني كما تم أسر 150 جندي أفغاني. وتوفي ابن أمين البالغ من العمر 11 عامًا متأثرًا بجراحه التي أصيب بها أثناء العملية. بعدها قام السوفييت بتنصيب بابراك كرمال خلفًا لحفيظ الله أمين كرئيس لجمهورية أفغانستان الديمقراطية. كما تم السيطرة على العديد من المراكز الحكومية الأخرى أثناء العملية، بما في ذلك مبنى وزارة الداخلية ومبنى الأمن الداخلي ومبنى هيئة الأركان العامة.
قدامى المحاربين في مجموعة ألفا يطلقون على هذه العملية واحدة من أنجح العمليات التي قامت بها المجموعة في تاريخها. كما أظهرت الوثائق الروسية التي رفعت عنها السرية أن القيادة السوفيتية إعتقدت أن حفيظ الله أمين كان على اتصال سري بالسفارة الأمريكية وربما قد يكون عميلًا للولايات المتحدة. ومع ذلك، فقد ثبت لاحقًا أن هذه الادعاءات خاطئة تمامًا.

## خلفية تاريخية
في البداية كان يقود جمهورية أفغانستان الديمقراطية الرئيس نور محمد تركي، الذي كان مواليًا للاتحاد السوفيتي، وأثناء فترت رئاسته كانت العلاقات بين أفغانستان والاتحاد السوفيتي تتسم بالودية. وفي سبتمبر 1979، تم عزل نور محمد تركي من قبل حفيظ الله أمين، بسبب الخلافات الداخلية في الحزب. بعد العزل تم اغتيال نور محمد تركي من قبل أتباع حفيظ الله أمين، وبدأت بعدها العلاقات الأفغانية السوفيتية في التدهور. في شهر ديسمبر، أنشأت القيادة السوفيتية تحالفًا مع بابراك كرمال. وفي 12 ديسمبر 1979، بدأ الاتحاد السوفيتي بالتخطيط للتدخل في أفغانستان، وفي 27 ديسمبر 1979، أطلقت القيادة السوفيتية عملية العاصفة 333 التي تعتبر المرحلة الأولى من الحرب السوفيتية في أفغانستان.

## نتائج العملية

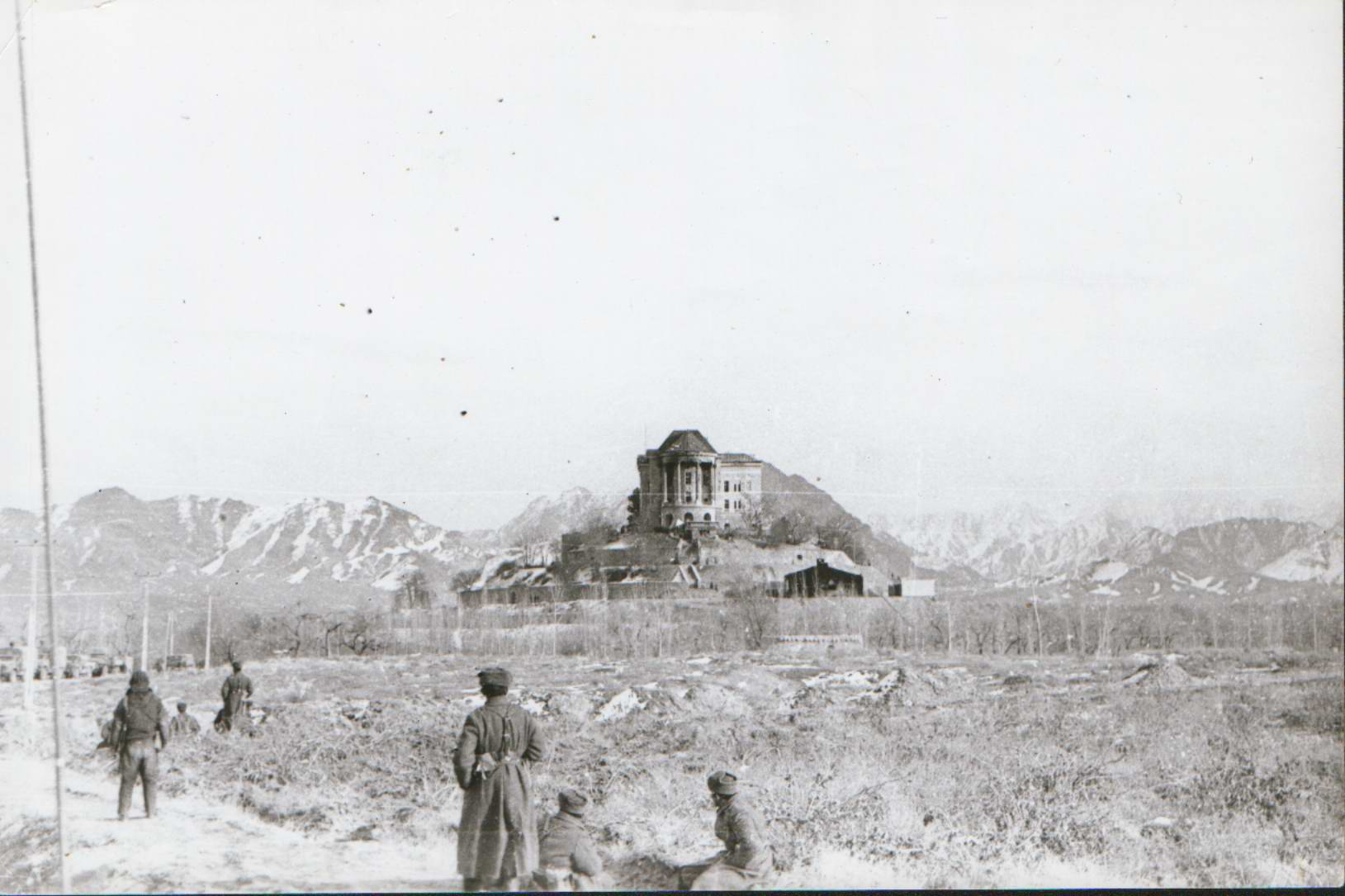
صورة التقطت من قبل مسؤول سوفييتي لقصر تاجبك بعد العملية.

وقع الاعتداء على قصر تاجبك، حيث كان الرئيس حفيظ الله أمين يقيم مع أسرته بناءً على اقتراح من مستشاريه الأمنيين في الكي جي بي، في 27 ديسمبر 1979.
أثناء الهجوم، كان حفيظ الله أمين يعتقد أن السوفييت يقفون في صفه، وأخبر مساعده بأن «السوفيت سوف يساعدونه». أجاب مساعده بأن السوفييت هم الذين يهاجمونهم حاليًا؛ ثم أجاب حفيظ الله أمين في البداية أن هذه كذبة. ولكن بعد محاولات عدة فاشلة للاتصال برئيس الأركان العامة، قال حفيظ الله أمين: «فكرت في ذلك. الأمر كله صحيح». تم القبض على حفيظ الله أمين وهو على قيد الحياة من قبل القوات السوفيتية، ولكن كان في حالة شبه واعي، وكان يعاني من تشنجات. وهناك روايات مختلفة عن الطريقة التي قُتِلَ بها حفيظ الله أمين، ولكن لم تكن هناك تفاصيل دقيقة مؤكدة. وجاء الإعلان الرسمي عن وفاته على راديو كابول، كما ذكرت صحيفة نيويورك تايمز في 27 ديسمبر 1979، التي نقلت أن «حفيظ الله أمين قد حُكم عليه بالإعدام في محاكمة ثورية لارتكابه جرائم ضد الدولة ونُفذ هذا الحكم». إحدى القصص التي ظهرت في ذلك الوقت هي أن حفيظ الله أمين قُتل على يد السيد محمد غلابزوي، وزير الاتصالات السابق الذي طُرد من منصبه من قبل حفيظ الله أمين، والذي كان حاضراً مع وزيرين سابقين آخرين خلال الهجوم. وقام واتنجار وزير الدفاع الأفغاني السابق بتأكد خبر وفات حفيظ الله أمين في وقت لاحق. أصيب ابن حفيظ الله أمين بجروح خطيرة وتُوفي بعد وقت قصير. وأصيبت ابنته، ولكنها نجت. كما قُتل نحو 100 أفغاني آخر، وكان معظمهم من الحرس الشخصي لحفيظ الله أمين البالغ عددهم 40 شخصًا وبعض حراس القصر. واستسلم حوالي 150 جندي من حرس القصر بعد أن أدركوا أن القوات المهاجمة كانت من الاتحاد السوفيتي، وليس وحدات أفغانية.